# Champs-sur-Tarentaine-Marchal
Champs-sur-Tarentaine-Marchal è un comune francese di 1 062 abitanti situato nel dipartimento del Cantal nella regione dell'Alvernia-Rodano-Alpi.

## Società

### Evoluzione demografica
Abitanti censiti